# Dawit Wolde
Dawit Wolde Arega (Debre Zeit, 19 mei 1991) is een Ethiopische atleet, die gespecialiseerd is in de middellange en de lange afstand. In Nederland is hij het meest bekend vanwege het winnen van de halve marathon van Egmond in 2012 en 2017 en de Sylvestercross in 2011. Hij nam tweemaal deel aan de Olympische Spelen, maar won hierbij geen medailles.

## Biografie
Wolde leefde tot zijn zestiende op straat. Zijn moeder is jong gestorven en zijn vader was niet in staat voor hem te zorgen. Hij werd opgenomen door een gezin dat voor hem zorgde en zijn looptalent ontdekte. Toen hij zestien was werd hij opgenomen in de Ethiopische selectie.
In 2012 maakte Wolde zijn olympisch debuut bij de Spelen van Londen. Hij kwam uit op de 1500 m, maar werd in de reeksen uitgeschakeld met een tijd van 3.41,81.
Op 8 maart 2020 won Wolde de CPC in Den Haag binnen het uur in 59.58.
Wolde is aangesloten bij Commercial Bank.

## Persoonlijke records
Baan
| Onderdeel   | Prestatie | Datum        | Plaats         |
| ----------- | --------- | ------------ | -------------- |
| 800 m       | 1.48,92   | 15 juli 2015 | Luik           |
| 1500 m      | 3.33,82   | 27 mei 2012  | Hengelo        |
| 1 Eng. mijl | 3.54,51   | 1 juni 2013  | Eugene         |
| 3000 m      | 7.42,65   | 27 juni 2011 | Metz           |
| 5000 m      | 13.10,13  | 22 juli 2017 | Heusden-Zolder |
| 10.000 m    | 27.48,66  | 23 juni 2023 | Nerja          |

Weg
| Onderdeel      | Prestatie | Datum           | Plaats     |
| -------------- | --------- | --------------- | ---------- |
| 10 km          | 28.20     | 13 oktober 2013 | Rennes     |
| 15 km          | 43.47     | 2 december 2012 | Heerenberg |
| 20 km          | 58.57     | 31 maart 2012   | Praag      |
| halve marathon | 59.58     | 8 maart 2020    | Den Haag   |
| marathon       | 2:03.48   | 3 december 2023 | Valencia   |

Indoor
| Onderdeel   | Prestatie | Datum            | Plaats  |
| ----------- | --------- | ---------------- | ------- |
| 1500 m      | 3.37,86   | 17 februari 2016 | Athlone |
| 1 Eng. mijl | 3.54,02   | 17 februari 2016 | Athlone |
| 3000 m      | 7.41,69   | 20 februari 2016 | Glasgow |

## Palmares

### 1500 m
- 2007:  WK U18 - 3.45,03
- 2007:  Afrikaanse kamp. U20 - 3.46,71
- 2008: 9e in serie WK U20 - 3.51,44
- 2009:  Afrikaanse kamp. U20 - 3.41,24
- 2012: 8e in serie OS - 3.41,81
- 2015: 11e in serie WK - 3.44,90
- 2016: 5e WK indoor - 3.44,81
- 2016: 10e in ½ fin. OS - 3.41,42

### 3000 m
- 2010:  Gran Premio Coverno de Para - 7.49,52
- 2011:  Meeting National D1 de Metz Moselle Athlelor - 7.42,65

### 15 km
- 2012: 4e Montferland Run in 's-Heerenberg 43.47

### halve marathon
- 2012:  halve marathon van Egmond - 1:00.46
- 2017:  halve marathon van Egmond - 1:02.41
- 2018: 13e halve marathon van Lille - 1:04.10
- 2018: 9e City-Pier-City Loop - 1:02.05
- 2020:  City-Pier-City Loop - 59.58

### marathon
- 2014:  marathon van Enschede - 2:10.42
- 2015: 4e marathon van Marrakech - 2:10.04
- 2019:  marathon van Hong Kong - 2:11.11
- 2019:  marathon van Praag - 2:06.18
- 2019:  marathon van Frankfurt - 2:07.10
- 2021:  marathon van Rotterdam - 2:04.27
- 2023: 4e marathon van Rotterdam - 2:05.46
- 2023: 17e Chicago Marathon - 2:11.33
- 2023:  marathon van Valencia - 2:03.48

### veldlopen
- 2011:  Sylvestercross - 34.49